# 斯柯达706
斯柯达706系列是捷克斯洛伐克制造的一系列重型载货汽车型号，最初版本于20世纪30年代由位于姆拉達-博萊斯拉夫的ASAP公司制造，此后衍生出多个技术改进型号，产地也遍及捷克斯洛伐克境内多地，直至1988年最后一辆斯柯达706MT在利亚兹（利贝雷茨汽车厂）亚布洛内茨工厂出厂后才完全停产。

## 名称来源
在ASAP公司的车辆型号中，前两位代表车辆载荷，后一位代表发动机气缸数量，因此“706”代表该车型载重7吨，使用6缸发动机。此后706系列的其他型号也按这一规则编订，后缀字母各有不同意义。

## 型号

### 斯柯达706
斯柯达706采用梯形车架，设有1台六缸柴油发动机和2条车桥，其中后桥为驱动桥，悬架采用半椭圆形钢板弹簧。该型号通常以平板货车的形式出厂，但也有部分用户选择从ASAP购买底盘，并在其他指定厂家装嵌车身。 
早期斯柯达706型包括下列型号：
- 斯柯达706：基本型号，通常为平板货车或只有底盘。
- 斯柯达706N：低车架型，车架高度降低以便装嵌巴士车身，N为捷克语nízký rám缩写。
- 斯柯达706D：长轴距型，轴距加长1000毫米以便使用长平板，D为捷克语dlouhý rám缩写。
- 斯柯达706ND：长轴距低车架型，用于更大型巴士车身，ND为捷克语nízký dlouhý rám缩写。

斯柯达706系列投产后开始取代斯柯达606（1930年至1940年生产）以及斯柯达806（1935年至1936年生产），但在第二次世界大战期间停产。

### 斯柯达706R
斯柯达706R是706系列的重新设计版，型号中的R为捷克语rekonstruovaný（重新设计）的缩写。该车的发动机在二战期间已被秘密研发，但因斯柯达工厂所在的姆拉达-博莱斯拉夫于1945年5月9日遭到轰炸，706R型整车的生产并未在战后立即开始，工厂重建工作持续数月之久，其间只有少量用未毁零件组装的斯柯达706R下线。
此后，捷克斯洛伐克政府决定将斯柯达除乘用车外的产品全部迁至位于列特尼亚尼、原先制造飞机的阿维亚公司生产，而当时捷克斯洛伐克对飞机的需求并不大。
由于阿维亚飞机制造厂所在的列特尼亚尼未被空袭，该厂1945年有条件立即开始车辆生产，但阿维亚工厂职工认为制造车辆对他们而言是一种羞辱。此后数年内，7877辆斯柯达706R整车、数千台706R底盘及斯柯达706RO在阿维亚工厂生产。
20世纪50年代初期，捷克斯洛伐克共產黨政府决定恢复阿维亚工厂的飞机生产业务，斯柯达货车改在利贝雷茨州生产。数百名装配工人在三个月内于阿维亚工厂接受培训，此后原本生产真空吸尘器的Elektro-Praga Rýnovice工厂转产柴油机，ROTEX Liberec-Hanychov工厂转产车桥，位于慕尼黑城堡的TONAK Mnichovo Hradiště制帽厂和Elektro-Praga Mnichovo Hradiště炉具厂转而生产底盘。 
由于利贝雷茨当地缺乏重工业基础，当地的新车生产面临诸多困境。部分生产设备仍然留在列特尼亚尼，新设备当时仍需数年才能交付使用。此外，由于斯柯达706R的不同部件产地均位于沿线，070号布拉格-图尔诺夫铁路和与之相连的030号帕尔杜比采-利贝雷茨铁路货运也极为繁忙。
1951年10月，斯柯达706R系列的部件开始在利贝雷茨生产，次年1月2日第一台在新厂址生产的斯柯达706RO整车从莱诺维采工厂出厂。1952年共有340台斯柯达706R底盘及整车下线，1953年则有2446台出厂，1954年出厂车辆数目更增至4120台（此数目不计巴士）。
阿维亚公司和利贝雷茨新厂仍然由AZNP国营车厂管辖，直至1952年9月新厂开始临时独立管理。1953年1月1日，利贝雷茨汽车厂（LIAZ）正式独立建制，该厂机关设在莱诺维采，总装厂位于慕尼黑城堡。但该厂于1953年末期分割，直至1958年斯柯达706RT开始生产才重新合并。 
斯柯达706R系列包括以下型号：
- 斯柯达706R：基本型号，通常为平板货车或只有底盘。
- 斯柯达706RS：自卸车，S为捷克语sklápěč缩写。
- 斯柯达806RS：8吨出口型自卸车，底盘经过加强。
- 斯柯达900R：9吨出口型平台，车架及钢板弹簧均经过加强。
- 斯柯达706RO：通过对车架和发动机的改动，在706R平台上制造的巴士，车身由喀罗莎（捷克語：Karosa）制造，整车长度10.66米。另有衍生型号斯柯达706ROK型垃圾車。该型号也曾出口至中国等地，曾在北京等城市使用[1]:165[2]:5。至於在北韓，平壤市內至今仍然保留着一輛本型號的巴士，金日成曾經乘坐過此車[3]。

除去巴士和垃圾车外，斯柯达706R系列的产量共有20531台。

斯柯达706R也是最后一款由斯柯达自身制造的货车。

### 斯柯达706RT
斯柯达706RT中的“T”为捷克语trambusový（平头驾驶室）的缩写。1955年制造的706RT样板车在706R的基础上将底盘缩短1米，并改用平头驾驶室及直喷式发动机，从而增强车辆性能及可靠性。 此外，706RT改用较小的轮胎，从而降低车辆重心，轴距也有所缩短，使整备质量比706R低400千克，但有效载荷不变。
1956年制造的第二辆706RT样板车改用新款车桥，而第一辆样板车仍然使用与706R相同的车桥。1964年，利亚兹开始生产驱动前桥，四轮驱动型斯柯达706RTP也随之投入生产。
1957年，斯柯达706RT开始量产，当年生产该型号约62辆，1958年产量增至4070辆，1959年生产5359辆，该型号于1968年生产9142辆，该年也成为706RT型产量最高的一年。 截至1970年末，已有90000辆706RT出厂，但当时利亚兹已开始生产更新的706MT型。然而1984年仍有2390辆706RT出厂，1985年则生产825辆。部分706RT退役后被私人保留。

斯柯达706RT包括以下型号：

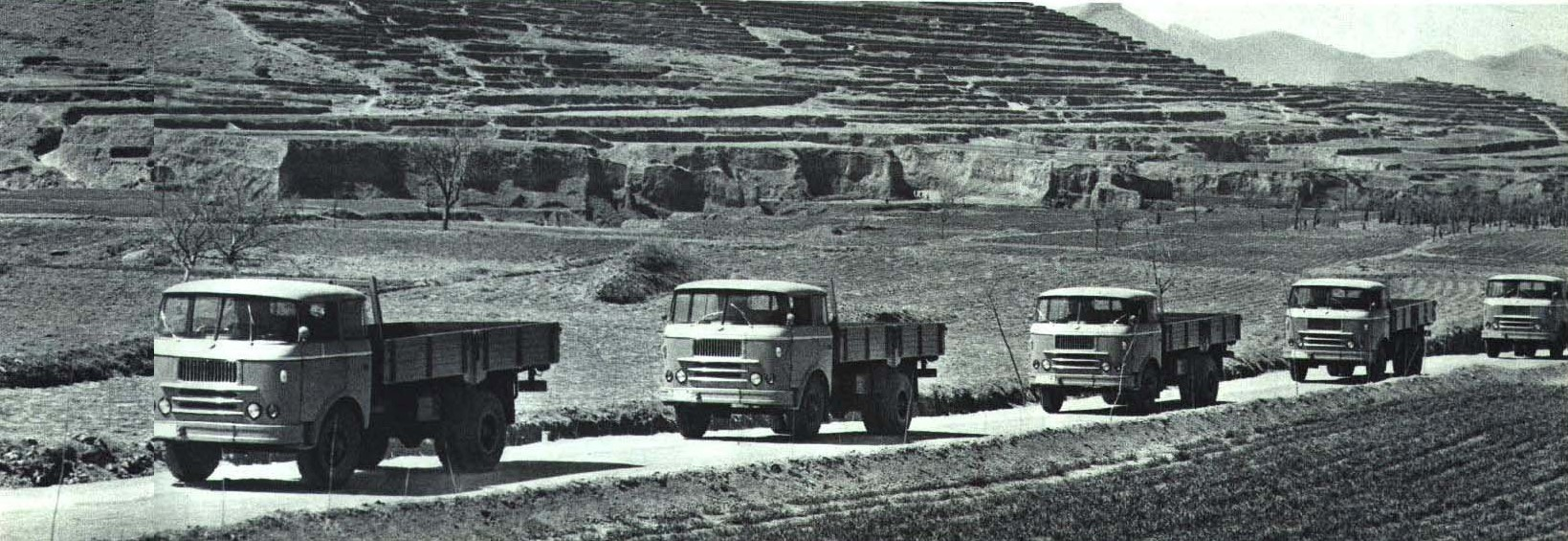
济南汽车制造厂基于斯柯达706RT制造的黄河牌JN150型货车

- 斯柯达706RT：基本型号，通常为平板货车或只有底盘。
- 斯柯达706RTS：自卸车整车或底盘。
- 斯柯达706RTH：洒水车底盘。
- 斯柯达706RTHP：消防车底盘。
- 斯柯达706RTK：垃圾车底盘。
- 斯柯达706RTTN：半挂牵引车。
- 斯柯达706RTD：长轴距、低车架平板货车。
- 斯柯达706RTP：四轮驱动平板货车。
- 及其他子型号。
- 斯柯达706RTO（捷克語：Škoda 706 RTO）：在706RT基础上对车架进行降低、加长后制造的巴士，车身由喀罗莎（捷克語：Karosa）制造。

此外，部分706RT型货车也被改装成客车:167。

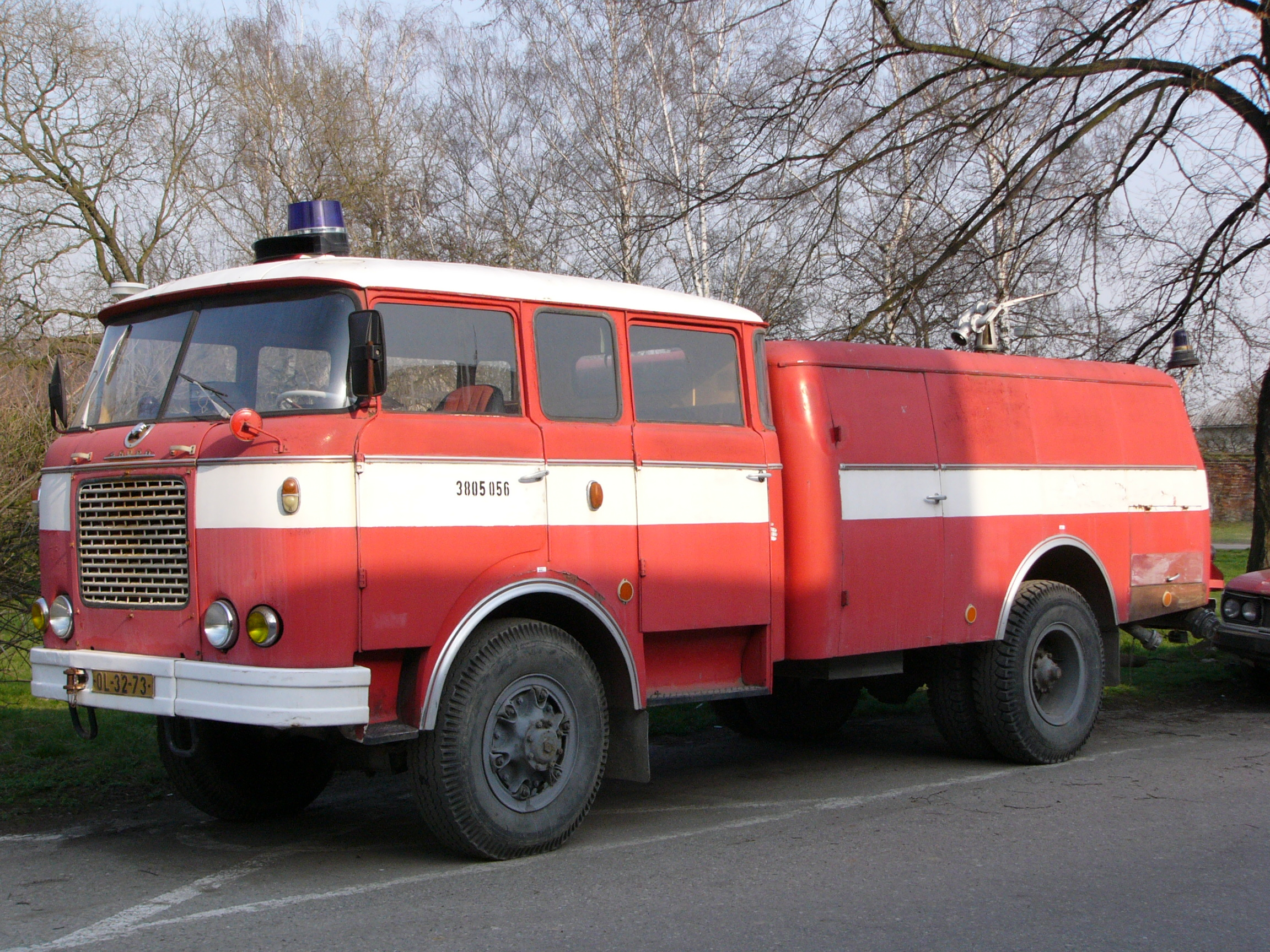
斯柯达706RTHP消防车
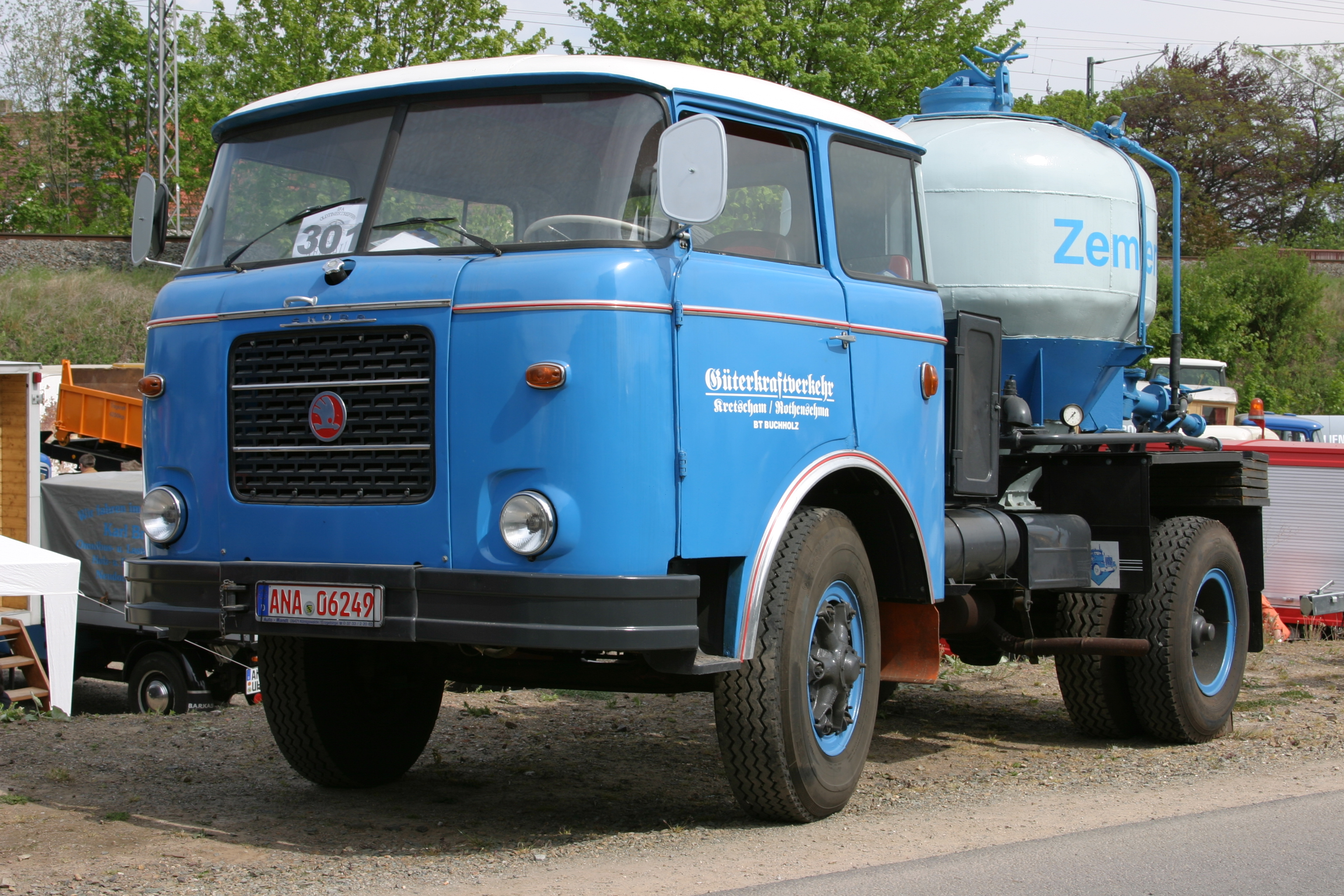
斯柯达706RT水泥车
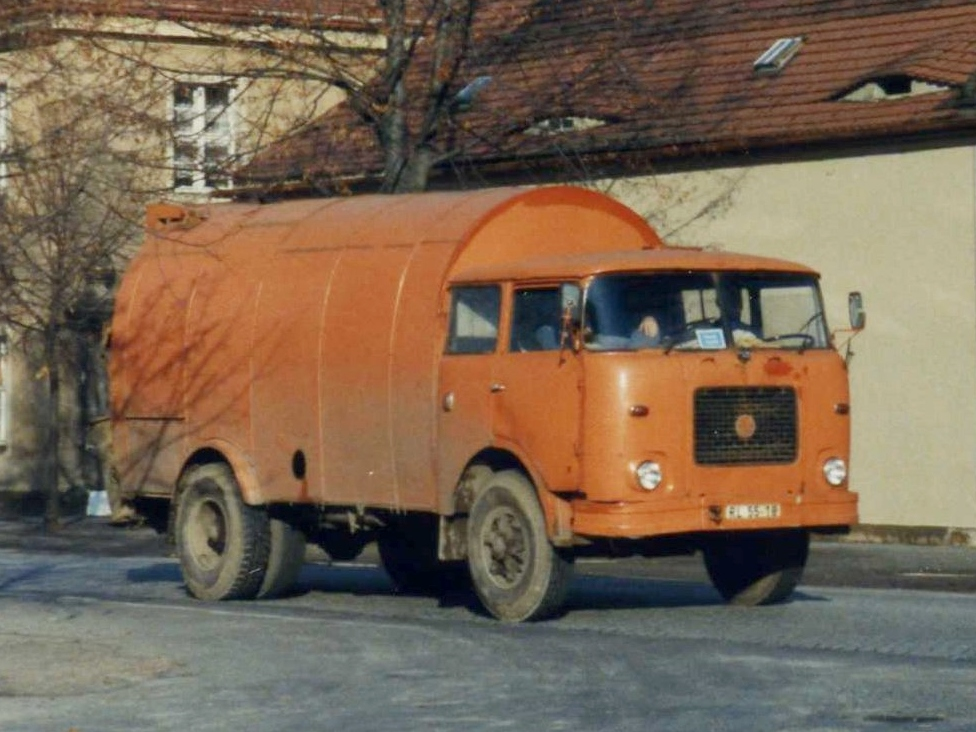
斯柯达706RTK BOBR垃圾车
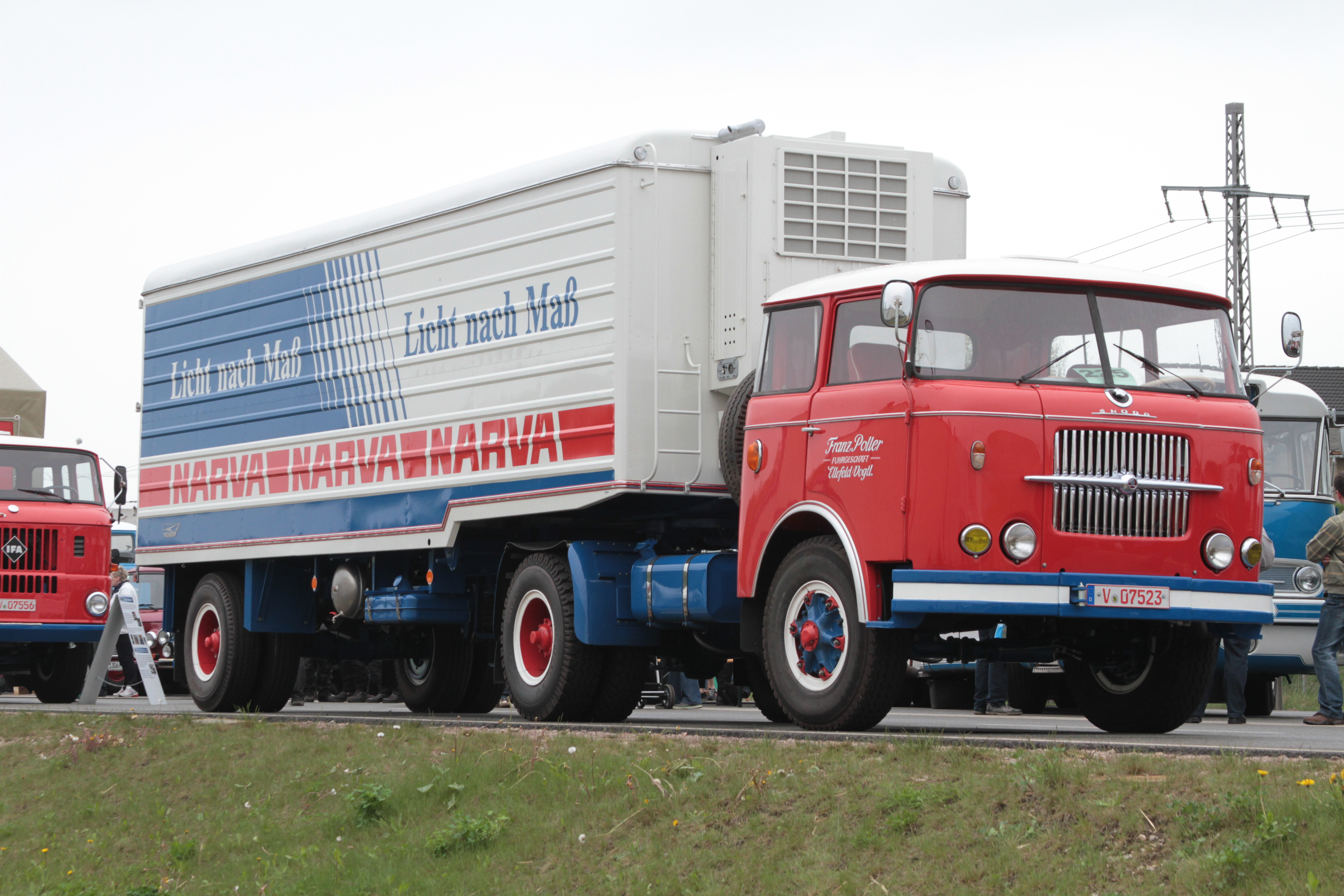
斯柯达706RTTN半挂车

#### 仿制版本
中国济南汽车制造厂于1959年根据山东省交通厅提供的两辆斯柯达706RT设计8吨重型载货汽车，首两辆样车于1960年4月15日试制完毕，称黄河牌JN150型，成为中国自制的第一款载重量8吨及以上的重型汽车，1963年通过鉴定验收并由中华人民共和国第一机械工业部批准定型。此后，济南汽车制造厂利用JN150的总成研制客车底盘JN651型，该型底盘已累计生产7000余台，一部分应用于中国早期生产的柴油10米级单体客车及17米级铰接客车:388。JN150系列直至1998年才停止生产。
此外，上海汽车装配厂也曾于1959年仿制斯柯达706RT，但并未量产。

### 斯柯达706MT
斯柯达706MT这一型号中的“MT”意为“现代化”，该型号原本不在生产计划之内，而是被视为“临时应急解决方案”，但仍然持续生产20余年。 
20世纪60年代，利亚兹正在研发100型货车，并已设计出相应的新型车桥、发动机、车架等部件，但由于新型车身未能如期投产，利亚兹使用706RT的车身和新设计的发动机、变速器和车桥制造过渡型号。
1966年，首辆斯柯达706MS出厂，该车型为706RT与706MT之间的过渡车型，在706RT的基础上改用了M630型发动机，但仍然使用旧款车桥和Trilex-Felge爪式轮毂。706MS的产量仅数十辆，随后使用新款车桥和辐板式轮毂的706MT正式量产。此后，利亚兹同时生产斯柯达706RT和706MT数年。
早期版本的706MT使用功率132千瓦（180马力）的M630/P100型发动机，该车型也称利亚兹MT3。1969年，功率154千瓦（210马力）的M634型发动机投产，利亚兹也开始生产MT4（轴距4600毫米）和MT5（轴距5400毫米）两个子型号。 这两个型号使用布拉格10P80或5P80型变速器。
截至1978年秋，共有41300辆斯柯达706MT系列出厂，1984年则有18700台706MT出厂，1988年有1756台706MT出厂。此后，斯柯达706RT和706MT几乎同时停产。
706MT包括以下型号：
- 斯柯达706MT：基本型号，通常为平板货车或只有底盘。
- 斯柯达706MTS 24：三向卸货自卸车。
- 斯柯达706MTSP 24：四轮驱动三向卸货自卸车.
- 斯柯达706MTSP 25：四轮驱动，道路施工用货车。
- 斯柯达706MTSP 27 Agro：四轮驱动，农业用货车。
- 斯柯达706MTTN：半挂牵引车。
- 斯柯达706MTV5：长轴距平板货车。
- 及其他子型号，但706MT系列并无消防车型号。

此过渡型号持续生产二十余年，而1974年利亚兹才开始生产100型货车。